# Dolmen de Las Apostados
El dolmen de Las Apostadas, también conocido como el Dolmen du Camp del Prat, es un dolmen situado en el municipio de Trilla, en los Pirineos Orientales, en Francia.
Más ancho que largo, lo que es raro para un dolmen, (2,45 m de ancho por 1,50 m de largo), podría tratarse tanto de los restos de un dolmen de corredor como de un dolmen simple. Las losas han sido modificadas y se ha añadido un muro bajo de piedra, probablemente para servir de refugio. Su función es probablemente la de un enterramiento colectivo del tipo tumba de cámara o tumba de corredor.
La arquitectura del yacimiento se remonta al periodo del cuarto o tercer milenio, es decir, para los Pirineos Orientales, a la cultura de Chassey  meridional del Neolítico medio o a la campaniforme de la Edad del Cobre.

## Localización
Los dólmenes de los Pirineos Orientales están todos situados en las zonas escarpadas o montañosas del departamento, generalmente en un col, una línea de cresta o una altura. El dolmen de las Apostadas se encuentra en el término municipal de Trilla, a 500 m del pueblo, en una zona llana llamada Camp del Prat, a una altitud de 360 m, dominando el valle del río Agly por el oeste y el norte, y el valle del Rec de la Llèbre por el este.
Es accesible desde la carretera departamental D9b que une Trilla con Ansignan por un camino lateral. En senderismo, este megalito se encuentra cerca de un sendero señalizado próximo al sendero GRP Tour des Fenouillèdes Una pequeña ruta de senderismo denominada Sentier des Dolmens en Fenouillèdes conduce al dolmen de Las Apostados y a su vecino, el dolmen de Las Colombinos a menos de un kilómetro, a través de un bucle que pasa también por el pueblo de Trilla y el lago de Caramany.

## Descripción
Los restos del dolmen de Los Apostados consisten en una cámara funeraria que tiene la rara particularidad de ser más ancha (1,70 m) que profunda (1 m). Está cubierta por una losa de 2,45 m de ancho por 1,50 m de profundidad y 30 cm de grosor, y delimitada por dos losas laterales y un muro bajo de piedra a modo de cabecera. Otra característica de este dolmen es que está orientado hacia el oeste, mientras que la mayoría de los dólmenes de la región están orientados hacia el este y el sureste. Esta característica puede estar relacionada con el hecho de que el sitio se encuentra al oeste del Camp del Prat, justo encima de un manantial y el valle del río Agly, ambos en el lado occidental de la colina.
Las losas verticales utilizadas como pilares son rocas más bien planas. La losa inferior (o losa de cabecera) ha desaparecido, sustituida por una acumulación de piedras que forman parte de un muro bajo contra el que se asienta el dolmen. Una piedra, más grande que las demás (0,90 m), podría ser un resto de la cabecera original.
No queda nada del túmulo, excepto quizás un montón de piedras a unos metros al oeste del dolmen. La disposición de las piedras y la presencia de una losa de cierre en la parte delantera pueden hacer pensar en un dolmen de plano simple, es decir, dotado de una cámara funeraria sin corredor, con una piedra de cierre en la parte delantera, del tipo «cámara pirenaica». Sin embargo, es posible que esta losa de cierre no sea original y que el monumento sea en realidad un dolmen de corredor, cuyo corredor habría desaparecido.

Sección lateral de un dolmen con una cámara funeraria formada por las losas del centro, cubierta por un túmulo de color marrón claro.
Hipótesis n.º1: Disposición típica de un dolmen simple de «cámara pirenaica».
Hipótesis n.° 2: plano típico de un dolmen de corredor.

## Historia
La distribución de los dólmenes al norte de los Pirineos es muy desigual: muy concentrados en la vertiente oriental del Mediterráneo, son casi inexistentes al oeste de Toulouse. Los dólmenes de los Pirineos orientales forman parte de un arco mediterráneo que se extiende desde Provenza hasta Cataluña, y datan del Neolítico a la Edad del Bronce.
El estado de conservación del dolmen de Las Apostadas y la ausencia de hallazgos arqueológicos impiden datarlo con precisión. En Rosellón, los dólmenes se utilizaron principalmente durante la Edad del Cobre, del 2200 al 1800 a. C. Para Carreras y Tarrús, se trata de un dolmen simple  y los dólmenes simples de la región se construyeron en torno a la segunda mitad del III milenio. Sin embargo, los dólmenes de corredor pueden ser más antiguos, al igual que las tumbas de una sola losa, y datar del Neolítico medio.
Aunque no hay restos humanos, sí se han encontrado en otros yacimientos del norte de los Pirineos, lo que sugiere que la función original era funeraria. Sin embargo, hay que tener en cuenta que este dolmen y su vecino, el dolmen de Las Colombinos, están situados en dos colinas orientadas hacia el valle de Agly, pero también están separados por el profundo valle del Rec de la Llèbre: por lo tanto, también podrían servir como marcador o hito territorial de un clan o dos.
El topónimo Las Apostados aparece cerca del Camp del Prat en el catastro napoleónico de Trilla en 1812. Este nombre hace referencia a las piedras superpuestas. El primer autor que mencionó este dolmen fue André Vigo en 1961.